# Orde de la Insígnia d'Honor
L'Orde de la Insígnia d'Honor (rus: орден «Знак Почёта») és un orde de la Unió Soviètica instituït l'25 de novembre de 1935 per la Presidència del Consell Superior de l'URSS.
Era atorgat:
- Pels alts índex de producció en la indústria, l'agricultura, el transport, la construcció, el comerç, l'alimentació pública, l'administració dels serveis comuns, el servei domèstic de la població i d'altres branques de l'economia nacional
- Per l'alta productivitat al treball, la millora de la qualitat de producció, la disminució de les despeses monetàries i laborals en la fabricació, els èxits en l'augment en l'eficiència de la producció pública
- Pels alts resultats en la competició socialista per l'execució i la superació de les tasques planificades
- Per la introducció a la producció de la tècnica (maquinària) nova, tecnologia, experiència avançada, les invencions valeroses i les propostes de racionalització
- Pels èxits a la investigació científica
- Per les fites creatives al camp de la cultura soviètica, la literatura i l'art, els èxits en l'ensenyament i educació comunista de les noves generacions, la preparació dels quadres d'alta qualificació, l'assistència mèdica de la població, el desenvolupament de la cultura física i l'esport i d'altres activitats socials útils
- Pels mèrits en el reforçament de la capacitat defensiva del país
- Pels mèrits en el desenvolupament d'altres enllaços econòmics, científics, tècnics o culturals entre l'URSS i d'altres estats
- Per les accions valentes i enginyoses fetes pel salvament de la vida de la gent, la guàrdia de l'ordre públic, la lluita contra els cataclismes i altres manifestacions del valor civil.

## Història
La descripció de l'orde va ser completat pel Decret de la Presidència del Soviet Suprem de l'URSS el 19 de juny de 1943. L'estatut es confirmà definitivament el 28 de març de 1980.
Poden rebre-la els ciutadans de l'URSS i les empreses, associacions, organitzacions, regions, ciutats i altres localitats. També està oberta als particulars i col·lectius estrangers. Penja a la dreta del pit, i se situa després de l'Orde de l'Amistat dels Pobles.
És un dels primers ordes soviètics, i en un principi era destinada als músics. Quan es va crear, ocupava el darrer lloc dins de l'escala jeràrquica del sistema honorífic soviètic. Va ser dissenyada pel pintor D.S. Goljadkin.
Es va atorgar per primera vegada el 26 de novembre de 1935 als Cors i Danses de l'Exèrcit Roig i 443 organismes més. El 1941 ja l'havien rebut unes 14.500 persones.
Durant els anys de la Front Oriental de la Segona Guerra Mundial (Gran Guerra Patriòtica en l'argot soviètic) va ser atorgada a més de 66.000 persones per l'heroisme i el treball abnegat en les empreses de defensa. Pel decret del 26 d'octubre de 1943 va ser condecorada l'Escola d'Arts i Oficis nº12 de Moscou i l'Escola Ferroviària nº2 de Moscou.
Igual que l'Orde de Lenin i l'Orde de la Bandera Roja del Treball, l'Orde de la Insígnia d'Honor també podia concedir-se a les empreses i col·lectius, entre els quals destaquen el Teatre de Nines de Moscou (1980), l'Institut d'Enginyeria Econòmica de Leningrad (1981), les revistes Fotos Soviètiques (1976), El Comerç Soviètic (1977), L'Estat Soviètic i el Dret (1977), La Justícia Soviètica (1982) o El Naturalista Jove' (1978). (Tots , s'hauria de mencionar el títol original.
Va quedar derogada des de la creació el 28 de desembre de 1988 de l'Orde d'Honor.

## Disseny
Té forma oval (46mm d'alt per 32,5 d'ample) amb una corona de fulles de llorer al voltant. Al centre hi ha les figures en plata de l'obrer i la treballadora que porten unes banderes que onegen de manera simètrica a dreta i esquerra amb la inscripció «ПРОАЕ ТАРИИ ВСЕХ СТРАН, СОЕДИНЯЙ ТЕСЬ!» («Proletaris de tots els països, uniu-vos!»). A la punta superior hi ha l'estrella de 5 puntes i a sota hi ha la inscripció en relleu CCCP (URSS), i als peus de les figures apareix la inscripció «ЗНАК ПОЧЕТА» (‘Insígnia d'Honor’).
Les banderes i l'estrella són d'esmalt vermell amb les vores en daurat, i les lletres són també en daurat. Mentre que les figures són en plata brillant, la corona de fulles, la part inferior i el fons en general és rovellada.
Penja d'un galó pentagonal de 24mm d'ample de color salmó amb dues franges longitudinals taronja als costats, de 3,5mm.